# Mary Délano Frier
Mary Délano Frier es una ingeniera bioquímica y emprendedora social, directora y fundadora de la organización no lucrativa México Tierra de Amaranto. Es reconocida[¿según quién?] por sus investigaciones y apoyo al cultivo y el consumo del amaranto en México, especialmente en Querétaro, para mejorar la nutrición y la calidad de vida de las personas.

## Biografía
En 1983, egresó de Ingeniería Bioquímica del Instituto Tecnológico y de Estudios Superiores de Monterrey, enfocándose en la desnutrición. Posteriormente fue voluntaria en la Junior League de la Ciudad de México, durante 16 años y, cuando volvió a Querétaro en 1993, fundó la Junior Service League de Querétaro donde desarrolló proyectos para atender la desnutrición. 
En el 2004, comenzó a trabajar con el amaranto en el Instituto Alpes de Querétaro, pues asesoró un equipo de estudiantes en un proyecto sobre el amaranto y sus beneficios nutricionales que ganó el VIII Premio Nacional de Bachillerato Anáhuac, colaborando con John Paul Délano Frier, Mercedes Guadalupe López Pérez y Anatoli Borodenenko. A partir de este proyecto Mary y su equipo colaboraron con la empresa Kellogs para desarrollar productos con amaranto, impulsar el cultivo y generar presencia del grano en la sociedad.

## Trayectoria
En 2005 fundó la organización México Tierra de Amaranto, con la finalidad de rescatar el amaranto y reconocerlo como un elemento para mejorar la nutrición, la salud y las condiciones de vida de las personas. Ha colaborado con el CINVESTAV para promover investigaciones sobre las propiedades bioquímicas del amaranto. También se ha asociado con el INIFAP y la SAGARPA donde propicia investigaciones sobre las propiedades agronómicas del amaranto y su potencial uso para alcanzar la seguridad alimentaria.
En el 2007 logró que la SAGARPA reconociera al amaranto como grano prioritario, lo cual facilita el acceso a recursos federales para la investigación sobre el grano. Además, en el ámbito urbano ha promovido la gastronomía con amaranto en escuelas y restaurantes, y se relaciona con la industria alimenticia para reivindicar el consumo de productos y platillos con este grano. También ha trabajado con comunidades rurales, principalmente con mujeres y niños, impulsando proyectos de siembra y autoconsumo de amaranto.
En el 2016, participó en las AgTalks que organiza el Fondo Internacional de Desarrollo Agrícola (FIDA) de la ONU en Roma difundiendo el amaranto como grano prehispánico estratégico para disminuir la desnutrición infantil y la pobreza.

## Reconocimientos
- VIII Premio Nacional de Bachillerato Anáhuac 2004[5]
- Mujer Emprendedora del Año 2014 por la Revista Mujer Querétaro[12]
- Premio Nxu Bëhña 2009[13]
- Premio Rendrus de la SAGARPA en el 2009 (con México Tierra de Amaranto A.C.)[14]
- Premio Eugenio Garza Sada 2015 en la categoría de Emprendimiento Social (con México Tierra de Amaranto A.C.)[15]